# Маргарет Гамільтон (акторка)
Маргарет Брейнард Гамільтон (англ. Margaret Brainard Hamilton, нар. 9 грудня 1902 — пом. 16 травня 1985) — американська артистка та педагогиня, чия п'ятдесятирічна кар'єра у сфері розваг охоплювала театр, кіно, радіо й телебачення. Найбільш відома своєю роллю Злої Відьми із Заходу та її колеги з Канзасу Альміри Галч у фільмі Metro-Goldwyn-Mayer 1939 року «Чарівник країни Оз».
Гамільтон спочатку була шкільною вчителькою, згодом сім років працювала як характерна акторка в кіно, перш ніж їй запропонували роль, яка визначила її суспільний імідж. Пізніше Гамільтон знімалася у фільмах і часто з'являлася в епізодичних ролях у телевізійних ситкомах і рекламі. Вона також здобула визнання за свою роботу як захисниця справ, спрямованих на користь дітей і тварин, і все життя зберігала відданість державній освіті.

## Ранні роки
Маргарет Гамільтон народилася в Клівленді, штат Огайо, і працювала в дитячому театрі, коли була членом Молодшої ліги Клівленда. Відвідувала школу Hathaway Brown.
Гамільтон дебютувала як «професійна артистка» 9 грудня 1929 року, коли виступала та виконувала вокальну партію у програмі «Пісень, що роздирають серце» в театрі Чарльза С. Брукса в Cleveland Play House. Перш ніж Гамільтон зайнялася винятково акторською майстерністю, її батьки наполягли на тому, щоб вона відвідувала коледж Вілок у Бостоні, що Гамільтон й зробила, а згодом стала вихователькою в дитячому садку.

## Кар'єра в кіно
Гамільтон дебютувала на екрані у фільмі MGM «Another Language» (1933) з Гелен Гейс і Робертом Монтгомері в головних ролях. Далі вона з'явилася у фільмах «These Three» (1936), «Саратога», «You Only Live Once», «When's Your Birthday?», «Нічого святого» (усі 1937), «The Adventures of Tom Sawyer» (1938), «My Little Chickadee» Мей Вест (разом з В. Сі. Філдсом, 1940) і «Божевільна середа, або Гріх Гарольда Діддлбока» з Гарольдом Ллойдом, 1947. Гамільтон прагнула працювати якомога більше, щоб прогодувати себе та сина. Вона ніколи не укладала контрактів із жодною студією та оцінювала свої послуги в 1000 доларів США (наразі — 21 200 доларів США) на тиждень.
Гамільтон зіграла разом з Бастером Кітоном і Річардом Кромвелем у пародії 1940-х років довгострокової місцевої мелодрами «The Drunkard» під назвою «The Villain Still Pursued Her». Пізніше в цьому ж десятилітті акторка знялася в маловідомому фільмі нуарі під назвою «Bungalow 13» (1948), в якому знову зіграла разом з Кромвелем. Маргарет Гамільтон регулярно з'являлася в ролях другого плану у фільмах до початку 1950-х років і спорадично після цього.
Гамільтон зіграла сильно загримовану відьму у фільмі «Comin' Round the Mountain». Вона також з'явилася без титрів у фільмі Джозефа Л. Манкевича «Люди будуть говорити» (1951) як Сара Пікетт. 1960 року режисер і продюсер Вільям Касл запропонував Гамільтон роль економки у своєму фільмі жахів «13 привидів».
На сцені та на екрані Маргарет Гамільтон була відома своїм швидким, але чітким виголошенням, акцентом Середнього Заходу, невимушеним висловлюванням і темним голосом контральто. Попри те, що Гамільтон приблизно була 150 см зростом та невеликої статури, владна поява на сцені призвела до її успішної кар'єри в ролі лиходійок.

## Особисте життя
Гамільтон одружилася з Полом Бойнтоном Месервом 13 червня 1931 року, а 1932 року дебютувала на сцені Нью-Йорка. У той час як її акторська кар'єра розвивалася, шлюб почав руйнуватися. Подружжя розлучилося 1938 року, після цього Гамільтон більше не одружувалася. У неї був один син, Гамільтон Водсворт Месерв, якого вона виховувала сама, і троє онуків: Крістофер, Скотт і Маргарет.

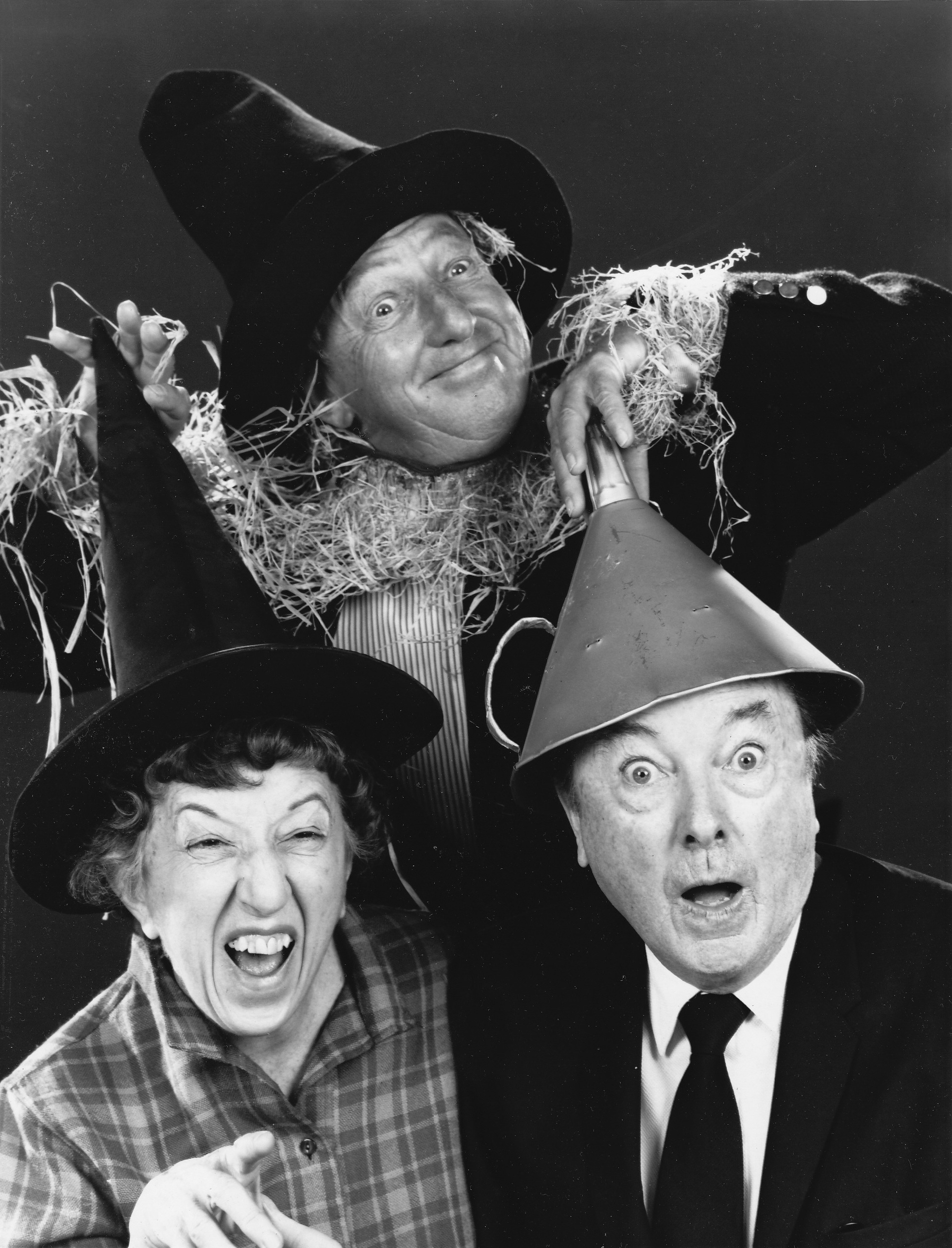
Маргарет Гамільтон, Рей Болджер і Джек Гейлі возз'єдналися 1970 року, через рік після смерті Джуді Гарленд, яка брала участь у зйомках разом із ними.

Гамільтон на все життя залишилася подругою свого товариша по акторському складу «Чарівника країни Оз» Рея Болджера (який зіграв Опудало).
Була постійною парафіянкою пресвітеріанської церкви. Як республіканка вона підтримувала кампанію Дуайта Ейзенхауера під час президентських виборів 1952 року.

## Останні роки та смерть
Ранній роки Гамільтон як вчительки викликав у ній інтерес до освітніх питань на все життя. У 1948—1951 роках вона працювала в Раді освіти Беверлі-Гіллз, а в 1950-х роках була вчителькою недільної школи. Гамільтон прожила в Нью-Йорку більшу частину свого дорослого життя, а літо проводила в котеджі на Кейп-Айленді, Саутпорт, штат Мен. 1979 року вона була запрошеною доповідачкою на уроках дитячої літератури в Університеті Коннектикуту.
Пізніше Гамільтон переїхала до Міллбрука, Нью-Йорк. Вона потрапила до будинку престарілих у Солсбері, штат Коннектикут, за шість місяців до смерті. Померла від серцевого нападу 16 травня 1985 року у віці 82 років. Останки Гамільтон були кремовані.